# Огненный трон
«Огненный трон» — фэнтезийный приключенческий роман Рика Риордана, основанный на египетской мифологии. Написан в 2011 году, как вторая книга серии Наследники богов (The Cane Chronicles). В России книга вышла в свет в 2012 году, а в апреле 2015 года издательство «Эксмо» перевыпустило книгу в новой обложке.

## Сюжет
Приключения двух современных американских школьников — Картера Кейна и его сестры Сейди продолжаются, и на этот раз им предстоит бросить вызов могущественному змею Апопу. Но двум подросткам, чьи магические силы не так велики, не справиться с таким мощным противником в одиночку, и поэтому они решаются заручиться помощью бога солнца Ра, но для того, чтобы освободить его из Дуата, им необходимо отыскать три свитка книги Ра, разбросанные по всему миру. При этом за ними устраивают смертельную гонку маги дома жизни, так им предстоит сразиться с опытными магами и кровожадными демонами, положиться на своих бывших врагов, получить нож в спину от друзей и дать бой самому могущественному богу в мире.

## Главные герои
- Картер Кейн — четырнадцатилетний мальчик, око Гора — бога войны и неба, старший брат Сейди. Их мать умерла, когда ему было 7 с половиной лет. Свою жизнь он провел, путешествуя с отцом по миру, не имея из-за этого друзей. Влюблен в Зию.
- Сейди Кейн — тринадцатилетняя девочка, око Исиды — богини магии, женственности и материнства. Ей было 6, когда мать умерла. Всю жизнь провела с бабушкой и дедушкой, которые живут в Лондоне. Младшая сестра Картера. Влюблена в Анубиса и Уолта.
- Анубис — древнеегипетский бог смерти. В одной из глав целует Сейди, сделав ей подарок на день рождения.
- Уолт Стоун — шестнадцатилетний парень, на котором лежит проклятие его предка Тутанхамона. Влюблен в Сейди.
- Зия Рашид — четырнадцатилетняя девочка, маг дома жизни. Бывшая хозяйка Нефтиды. Была освобождена Картером из гробницы, куда её поместил её бывший учитель. В конце книги отправилась с Амосом в Первый Ном.
- Амос Кейн — дядя Сейди и Картера. Уезжал в Первый Ном на лечение, после одержимости Сетом. Второй маг по силе, уступает только Мишелю Дежардену, Верховному Чтецу. В конце книги сам стал Верховным Чтецом.
- Бес — древнеегипетский бог. Друг Баст, который был влюблен в неё. Помогал Сейди и Картеру пробудить Ра. В конце книги пожертвовал своим Реном, для того чтобы Сейди и Картер смогли пробудить Ра.